# سرویس دریایی ویژه
اس.بی.اس (به انگلیسی: S.B.S) مخفف سرویس دریایی ویژه (به انگلیسی: Special Boat Service)واحد نیروهای ویژه ارتش بریتانیا است که در سال ۱۹۴۰ میلادی تشکیل شد. اس.بی.اس به عنوان یکی از الگوهای نیروهای ویژه برای سایر کشورها تلقی می‌شود. وظایف این نیرو شامل مبارزه با تروریسم، عملیات شناسایی و مبارزه با گروگانگیری است.